# Festung São Miguel von Luanda

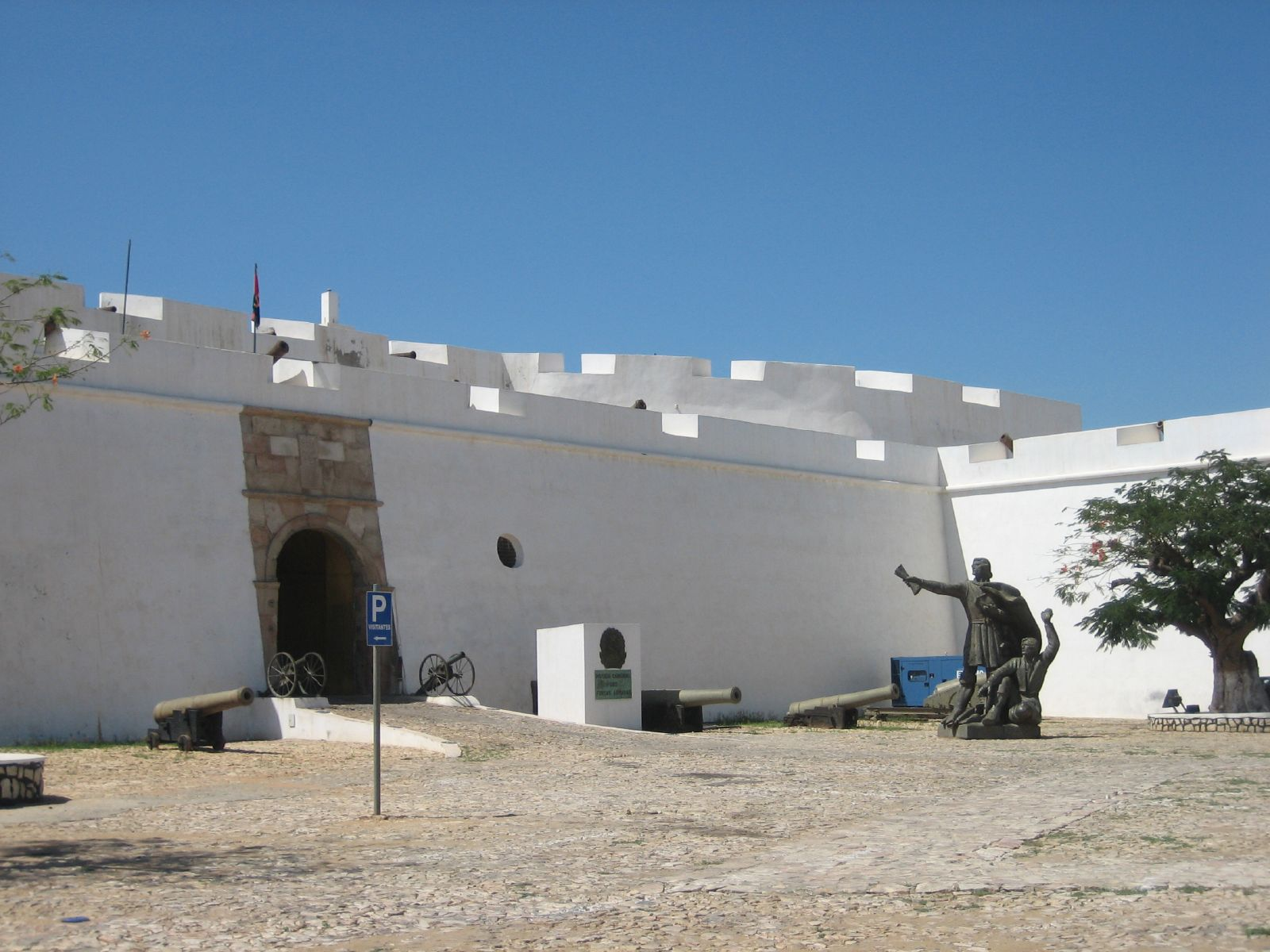
Eingang zur Festung São Miguel

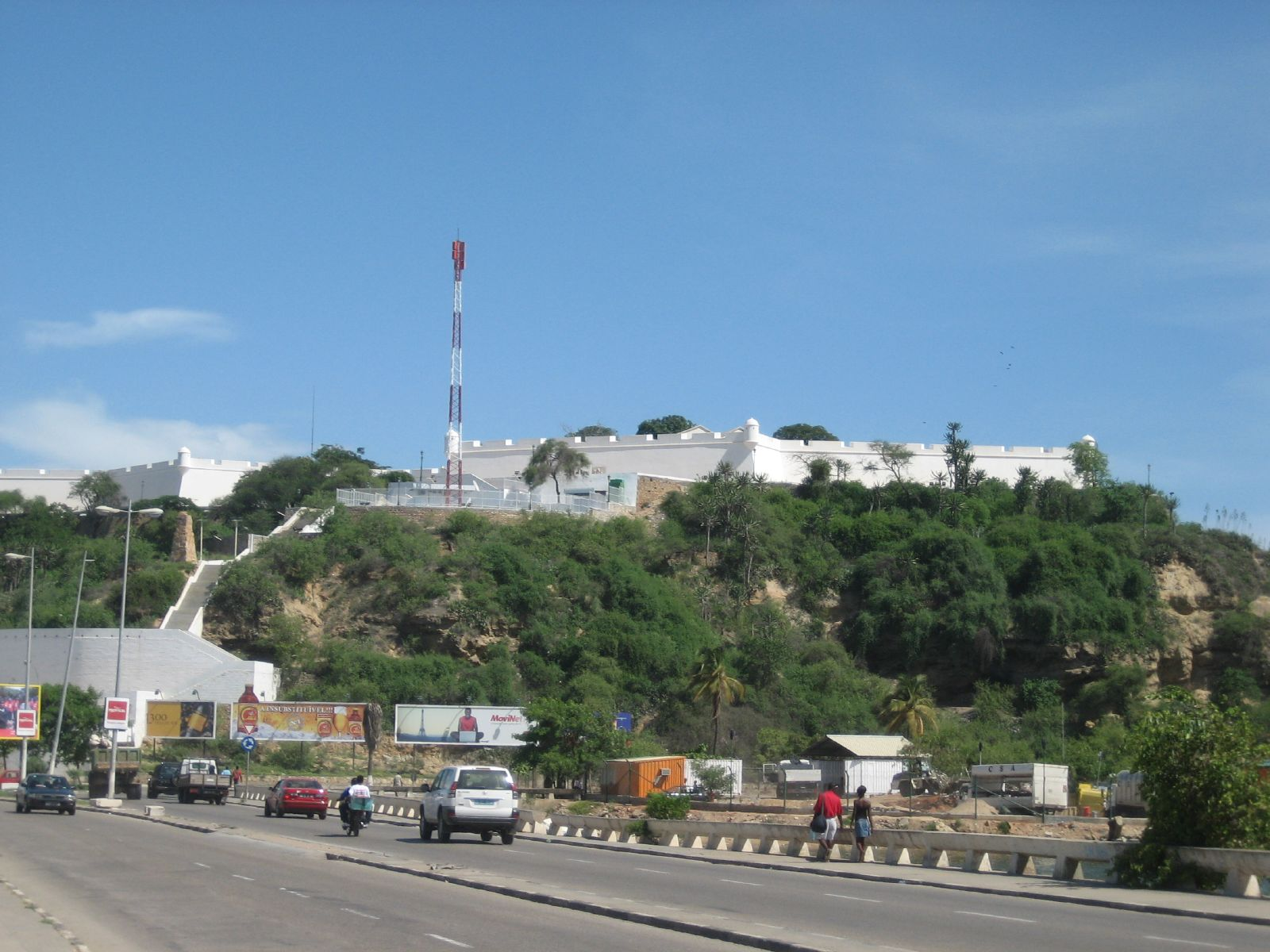
Blick von der Ilha do Cabo zur Festung São Miguel

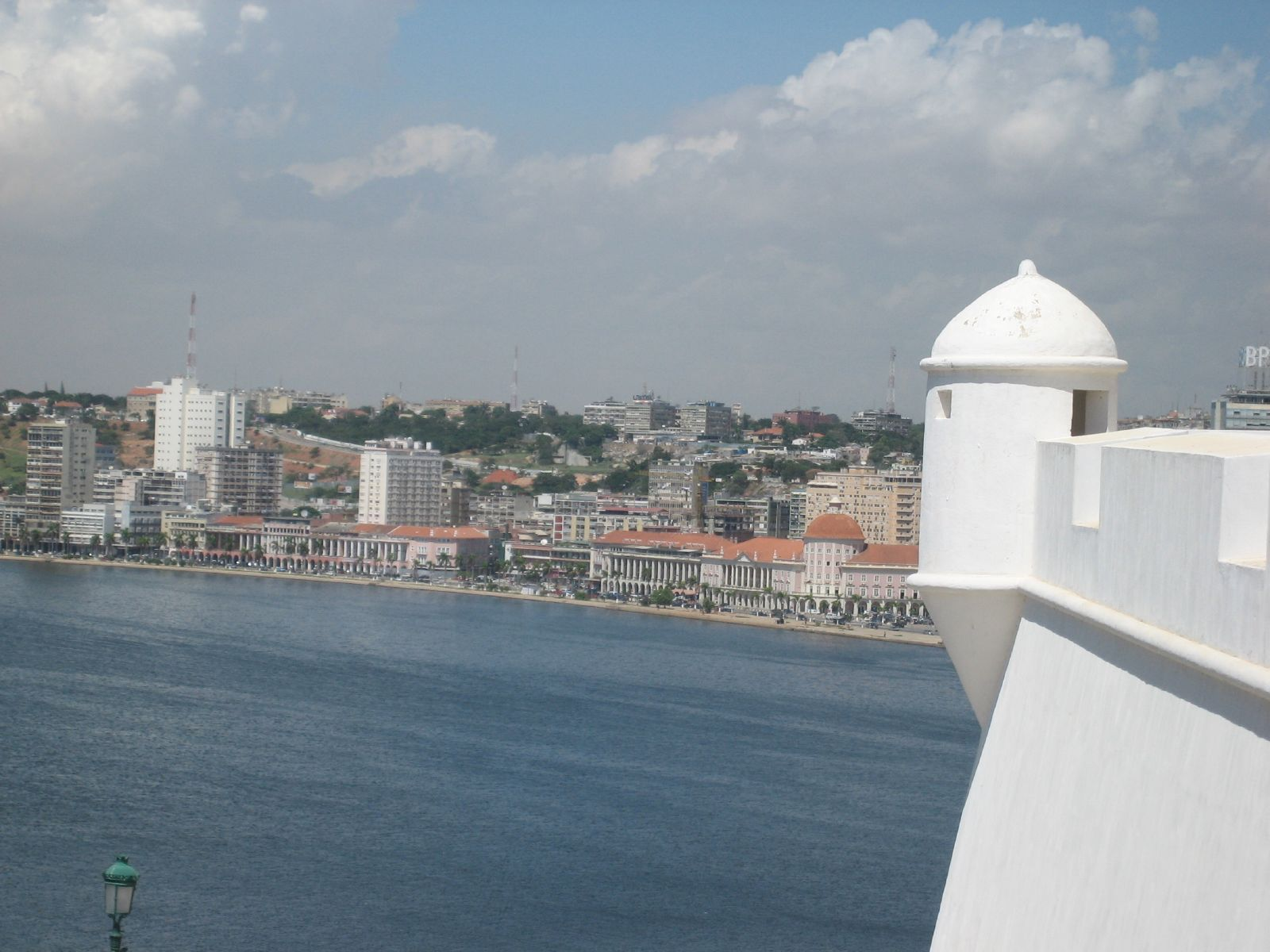
Blick von der Festung São Miguel auf Luanda

Die Festung São Miguel von Luanda ist ein weithin sichtbares historisches Wahrzeichen von Luanda, der Hauptstadt Angolas. Sie befindet sich auf dem alten Berg von São Paulo (bezugnehmend auf die erste  Namensnennung São Paulo de Loanda) in unmittelbarer Nähe der Landbrücke zur Ilha do Cabo.
Die Festung wurde 1576 auf Geheiß des Stadtgründers und ersten Gouverneurs Paulo Dias de Novais als massive Verteidigungsanlage schon im ersten Jahr nach der Besiedlung durch Portugiesen im Jahre 1575 errichtet. Auf einer riesigen Fläche entstand so eine Befestigung aus dickem Mauerwerk in einer polygonalen Form.

## Geschichte
Vom 24. August 1641 bis zum 15. August 1648 fielen das Fort und die Stadt an die Niederländische Westindien-Kompanie. Bei der Rückeroberung durch die Portugiesen waren sie Schauplatz eines großen Angriffs, der mit der Übergabe und Vertreibung der niederländischen Truppen endete.
Die Festung São Miguel war lange Zeit ein kriegerisches Symbol portugiesischer Präsenz in Angola, dies vor allem zum Schutz des Hafens und der Siedlung Luanda und des immer bedeutender werdenden Sklavenhandels. Sklaven wurden im Landesinneren beschafft und gefangen gehalten, bevor sie nach Amerika verschifft wurden. Die Festung war auch klares Zeichen an andere koloniale Mächte, die ebenso begierig nach Hegemonie in der Region suchten. Die Festung ist noch heute vollständig erhalten.
Dieses wichtige historische Monument ist heute das zentrale Museum der Armee (Museo das Forças Armadas de Angola). Es gehört der Regierung und befindet sich nach einer Renovierung in gutem Zustand. Die Verantwortung für seine Erhaltung und Pflege hat das Verteidigungs- und Kulturministerium.